# Сухеир Хамад
Сухеир Хамад (арап. Suhayr Ḥammad, سهير حماد) је америчка песникиња, списатељица и политичка активисткиња. Рођена је 25. октобра 1973. у Аману, Јордан. Њени родитељи су палестинске избеглице које су емигрирале заједно са својом ћерком у Бруклин, Њујорк, када је имала пет година. Њени родитељи су се касније преселили на Статен Ајленд.
Своју младост је провела у Бруклину, Хамад је била под јаким утицајем бруклинске хип-хоп сцене. Она је такође слушала приче које су јој њени родитељи и баба и деда говорили о животу у њиховом родном граду Лоду, пре 1948. палестинског егзодуса, и патњу су преживели након тога, прво у појасу Газе, а затим у Јордану. Због ових различитих утицаја, Хамад је успела да утка у свој рад причу о патњи, не само у својству избеглице, Палестинке и муслиманке, већ и у својству жене која се бори против урођеног сексистичког друштва и као песник у своје име.
Када је хип хоп извођач Расел Симонс наишао на њено дело под називом "Прво писање од тада", песму која описује њену реакцију на напад 11. септембра, он ју је препоручио за сарадњу са Деф Џем Поетри на ТБ ХБО. Она је рецитовала своје оригиналне радове на турнеји у наредне две године. Током 2008. године, она је била на кастингу у својој првој филмској улози, палестинског филма Со из овог мора (2008) у режији Анемарије Јацир, која је имала премијеру у званичној селекцији Међународног филмског фестивала у Кану. Она сада ради на својој трећој публикацији која ће бити књига прозе. Она је такође учествовала у пројекту Бушовог театра из 2011. године под називом Шездесет шест књига, за који је написала комад заснован на књизи Библије краља Џејмса.

## Филмови
- Lest We Forget (2003) – наратор
- The Fourth World War (2004) – наратор
- Salt of this Sea (2008) – лик Сораја
- When I Stretch Forth Mine Hand (2009) – текст песама
- Into Egypt (2011) – аутор и извођач

## Представе
- breaking letter (s) (2008), Театар
- Blood Trinity (2002), Њујоршки фестивал хип хоп позоришта
- ReOrientalism (2003)
- Libretto ауторке Сухеир Хамад

## Награде
- Књижевна награда Audre Lorde, Хантер колеџ (1995, 2000)
- Поетска награда Центра за лечење „Морис” (1996)
- Њујоршка награда Mills Artist Residency (1998)
- Награда Van Lier Fellowship (1999)
- Награда за младе уметнике у успону 2001, Институт за азијско-пацифичко-америчке студије на Њујоршком универзитету
- Награда Тони – Special Theatrical Event – original cast member and writer for Russell Simmons Presents Def Poetry Jam on Broadway (2003)
- Suheir is also a talent associate for the Peabody Award-winning HBO show Russell Simmons Presents Def Poetry (2003)
- Америчка књижевна награда 2009[3]

## Дела
- Рођена Палестинка, рођена црна. [4]
- Капи ове приче.
- Заатарска дива.
- Преломљене песме.
- Рођена Палестинка, рођена црна.

## Часописи
- The Amsterdam News
- Black Renaissance/Renaissance Noire
- Brilliant Corners
- Clique
- Drum Voices Revue
- Essence
- Long Shot
- Atlanta Review
- Bomb
- Brooklyn Bridge
- Fierce
- STRESS Hip-Hop Magazine
- Quarterly Black Review of Books
- Color Lines
- Spheric
- The Olive Tree Review

- The Hunter Envoy
- Meridians
- Mizna
- Signs

## Антологије
- У одбрану мумије (Writers and Readers)
- Нова у Северној Америци (Burning Bush Press)
- Простор међу нашим корацима (Simon & Schuster)
- Лекције о идентитету (Penguin)
- Слушајте! (Ballantine)
- После Џубрана: Антологија нових арапско-америчких писаца (Jusoor Press)
- Постати Американац (Hyperion)
- (Three Rivers Press)
- Поезија арапских жена (Interlink Books)
- Гласови мира (Scribner)
- Другачији свет је могућ (Subway & Elevated Press)
- 33 ствари које свака девојка треба да зна о женској историји (Crown)
- Траума код куће (Bison Press)
- Певај, шапући, вичи, моли се!; Феминистичка визија праведног света (Edge Work)
- Расел Симонс представља Def Poetry Jam на Бродвеју (Atria)
- Кратак фитиљ, Светска антологија Поезије нове фузије, приредили Swift & Norton; (Rattapallax Press)
- Реч. О (женском) писцу, приредила Jocelyn Burrell; (The Feminist Press)